# Câmaras Especializadas do Kosovo
As Câmaras Especializadas do Kosovo, ou também Tribunal Especial para o Kosovo (oficialmente e em inglês: Kosovo Specialist Chambers and Specialist Prosecutor’s Office), é um tribunal sediado em Haia (Países Baixos) destinado a julgar vários crimes cometidos no âmbito da Guerra do Kosovo. Abriga um Gabinete do Procurador Especializado e quatro Câmaras Especializadas, sendo elas compostas por Secções de Juízes e uma Secretaria, que podem exercer suas atividades no mesmo tribunal ou no território de Kosovo. O tribunal foi criado para delegar os julgamentos dos crimes cometidos por membros do Exército de Libertação do Kosovo, uma organização paramilitar de etnia albanesa que buscou a separação do Kosovo da República Federal da Iugoslávia durante a década de 1990 e a eventual criação de uma Grande Albânia. Os crimes alegados referem-se ao período 1998-2000, durante e no final da Guerra do Kosovo e dirigidos posteriormente contra "minorias étnicas e adversários políticos". O tribunal foi formalmente estabelecido em 2016. É separado de outras instituições kosovares e independente.
Em dezembro de 2016, Ekaterina Trendafilova foi eleita a primeira presidente. Entre as pessoas acusadas de crimes de guerra e crimes contra a humanidade estão o ex-presidente do Kosovo, Hashim Thaçi, e o político kosovar Kadri Veseli. Em 15 de setembro de 2021, foi aberto o primeiro julgamento do tribunal, o caso contra Salih Mustafa.

## Criação
Em 2010, o político suíço Dick Marty foi o autor de um relatório do Conselho da Europa no qual observou que crimes de guerra haviam sido cometidos pelo Exército de Libertação do Kosovo. Em parte com base nesse relatório, o procurador da Força-Tarefa Especial de Investigação da Missão da União Europeia para o Estado de Direito no Kosovo (EULEX Kosovo) concluiu que existiam provas suficientes para a acusação de "crimes de guerra, crimes contra a humanidade, bem como certos crimes contra a lei do Kosovo". O tribunal está localizado fora do Kosovo, a pedido do procurador, a fim de proporcionar proteção adequada às testemunhas.

## Casos
O primeiro-ministro do Kosovo, Ramush Haradinaj, foi citado como suspeito de crimes de guerra em fevereiro de 2020 e foi forçado a renunciar ao cargo.
Em 24 de junho do mesmo ano, o promotor do tribunal acusou formalmente o presidente de Kosovo, Hashim Thaçi, e Kadri Veseli, líder do Partido Democrático do Kosovo, por crimes de guerra e crimes contra a humanidade, cometidos durante a guerra de Kosovo entre 1998 e 1999.